# 外籍兵團 (1998年電影)
《外籍兵團》（英語：Legionnaire）是一部1998年美國劇情戰爭片，由彼得·麥唐諾執導，薛爾頓·賴提和蕾貝卡·莫里森（Rebecca Morrison）編寫劇本，故事根據賴提與尚-克勞德·范·達美的構想。范·達美飾演1920年代的法國拳擊手，他為了躲避黑幫的通緝而加入法国外籍兵团。其他演員包括艾德瓦利·亞肯努耶-阿嘉巴傑、丹尼爾·卡特格隆、尼可拉斯·法洛及史蒂芬·貝寇夫。電影在摩洛哥丹吉尔和瓦爾扎扎特拍攝，1998年12月3日在美國以DVD首映發行。

## 劇情
亞朗·雷夫勒是1925年法國馬賽的拳擊手，他的兄弟麥辛要求亞朗參與一場比賽，以便兩人都可以靠這筆錢生活。強迫他這麼做的黑幫盧西恩·蓋加尼要求他在第二回合倒下。蓋加尼的女友卡崔娜是亞朗的未婚妻，亞朗因為出席婚禮而與她分手，但之後兩人和好，共同策劃了一項共同逃往美國的計劃。
但亞朗最後選擇擊敗了對手朱洛。在逃亡的路上，麥辛被槍殺，卡崔娜被蓋加尼的手下帶回。亞朗還開槍殺了蓋加尼的弟弟，使對方憤而下令殺死他。為了逃亡，亞朗報名參加了法国外籍兵团，並被送到北非，以協助捍衛摩洛哥抵抗由阿卜杜·克里姆率領柏柏尔人發起的里夫叛軍。一路上，亞朗遇到了一些新朋友，包括在美國受到不公正待遇的非洲裔美國人路瑟、因賭博問題而被開除的前英國陸軍少校麥金托什、天真的義大利青年貴多，他希望以英雄的身份給未婚妻留下深刻的印象。但叛軍人數遠超我方，外籍兵團處於劣勢。
行軍至沙漠堡壘的路途中，部隊到達了一個小池塘。眾人在飲水時，遭到柏柏爾人的伏擊。貴多在過程中死去。到達堡壘後，亞朗發現蓋加尼將手下維克多和朱洛送入軍團，以藉機向亞朗復仇。幾天後，指揮官派遣亞朗、麥金托什和其他人負責到外頭守備堡壘，麥金托什透露，他也已收錢殺死亞朗，以償還父親。但是，在他這樣做之前，他們被敵軍追趕，一路逃進堡壘。
史坦坎上士派遣路瑟執行一項危險任務，滲透到當地人的營地。路瑟在離開之前，將自己的口琴交給亞朗以證明彼此的友誼。但在路瑟回歸時，亞朗發現他已遭柏柏爾人俘虜。柏柏爾人進攻前，亞朗忍痛槍殺路瑟，以免他遭敵人斬首。其餘的柏柏爾人很快就擊退了軍團士兵，與亞朗和好的朱洛也已死去。當維克多要殺死亞朗時，他被麥金托什擊落；後悔背叛亞朗的麥金托什透露卡崔娜已逃離蓋加尼的魔掌，成功抵達美國。為了表示感謝，亞朗給了他一顆子彈，以使麥金托什能自我了斷。最終，只剩亞朗倖存，阿卜杜·克里姆見證了亞朗的勇氣和決心，允許他活著並要他回去向上頭交代，放棄入侵他們的土地。身為唯一倖存者的亞朗獨自留在沙漠中，回想與卡崔娜和他以前的朋友們相處的時光。
在一個刪除結局中，亞朗回到法國營救了卡崔娜，並放棄殺死蓋加尼。

## 演員
- 尚-克勞德·范·達美飾演亞朗·雷夫勒／亞朗·杜象（Alain Lefèvre / Alain Duchamp）[3]
- 艾德瓦利·亞肯努耶-阿嘉巴傑飾演路瑟（Luther）
- 史蒂芬·貝寇夫（英语：Steven Berkoff）飾演史坦坎上士（Sergeant Steinkampf）
- 尼可拉斯·法洛（英语：Nicholas Farrell）飾演麥金托什少校（Major Mackintosh）
- 吉姆·卡特（英语：Jim Carter (actor)）飾演盧西恩·蓋加尼（Lucien Galgani）
- 安娜·蘇費瑞諾薇琪（英语：Ana Sofrenović）飾演卡崔娜（Katrina）
- 丹尼爾·卡特格隆（英语：Daniel Caltagirone）飾演貴多·羅塞蒂（Guido Rosetti）
- 約瑟夫·隆（英语：Joseph Long (actor)）飾演麥辛（Maxim）
- 馬里奧·卡利（Mario Kalli）飾演賀內·蓋加尼（René Galgani）
- 喬·蒙塔納（Joe Montana）飾演朱洛（Julot）
- 卡梅爾·克里法（Kamel Krifa）飾演穆罕默德·伊本·阿卜杜·克里姆·哈塔比（Mohamed Ibn Abdelkrim El-Khattabi）／阿卜杜·克里姆

## 發行
范·達美當時在美國的影響力下降，發行商獅門預測該片票房不會很好，這使《外籍兵團》1998年12月3日在美國以DVD首映的方式發行。

## 外部連結
- 互联网电影数据库（IMDb）上《外籍兵團》的资料（英文）
- AllMovie上《外籍兵團》的资料（英文）
- 爛番茄上《外籍兵團》的資料（英文）